# 존 버드 섬너
존 버드 섬너(John Bird Sumner, 1780년 ~ 1862년)는 캔터베리 대주교이다.